# 1357
L'Any 1357 (MCCCLVII) va ser un any comú que començava en diumenge al calendari julià.

## Esdeveniments
- Es decreta per primer cop que la grip és una malaltia.[1]
- Es construeix el Pont del Dimoni a Santa Eugènia de Ter, barri de Girona.[2]

## Necrològiques
- 28 de maig, Lisboa: Alfons IV de Portugal, rei de Portugal.[3]
- 13 de juliol, Perusa (Itàlia): Bartolo de Sassoferrato, post-glosador.[4]